# Наливайківська сільська рада (Макарівський район)
| Наливайківська сільська рада — орган місцевого самоврядування у Макарівському районі Київської області з адміністративним центром у с. Наливайківка. Сільській раді підпорядковані населені пункти: - с. Наливайківка - с. Почепин |

## Склад ради
Рада складається з 15 депутатів та голови.

### Керівний склад ради
| ПІБ                        | Основні відомості                                                                      | Дата обрання | Дата звільнення |
| -------------------------- | -------------------------------------------------------------------------------------- | ------------ | --------------- |
| Радченко Марина Михайлівна | Сільський голова, 1976 року народження, освіта, Всеукраїнське об'єднання 'Батьківщина' | 26.03.2006   | 31.10.2010      |
| Радченко Марина Михайлівна | Сільський голова, 1976 року народження, освіта вища, член Партії регіонів              | 31.10.2010   |                 |

Примітка: таблиця складена за даними джерела